# Uttwiller
Uttwiller település Franciaországban, Bas-Rhin megyében. Lakosainak száma 157 fő (2022. január 1.). Uttwiller Bouxwiller, Menchhoffen, Niedersoultzbach és Obermodern-Zutzendorf községekkel határos. Szomszédos települések: északról Menchhoffen, nyugatról Niedersoultzbach, délről Bouxwiller. 15 kilometerré északkeletre fekszik Savernetől és 35 kilométerre északnyugatra Straßburgtól.

## Népesség
A település népessége az elmúlt években az alábbi módon változott:
| Lakosok száma | 161  | 161  | 163  | 161  | 161  | 160  | 160  | 159  | 157  |
|               | 2013 | 2015 | 2016 | 2017 | 2018 | 2019 | 2020 | 2021 | 2022 |

| Év       | 1962 | 1968 | 1975 | 1982 | 1990 | 1999 | 2007 |
| Lakosság | 187  | 191  | 177  | 169  | 191  | 177  | 172  |